# 520 v. Chr.
Portal Geschichte | Portal Biografien | Aktuelle Ereignisse | Jahreskalender | Tagesartikel

◄ |
7. Jahrhundert v. Chr. |
6. Jahrhundert v. Chr. |
5. Jahrhundert v. Chr. |
►

◄ | 540er v. Chr. | 530er v. Chr. | 520er v. Chr. | 510er v. Chr. |
500er v. Chr. |
►

◄◄ | ◄ | 523 v. Chr. | 522 v. Chr. | 521 v. Chr. | 520 v. Chr. |
519 v. Chr. |
518 v. Chr. |
517 v. Chr. |
► |
►►

## Ereignisse

### Politik und Weltgeschehen

#### China
Jĭng, der vierundzwanzigste König der chinesischen Zhou-Dynastie und der zwölfte der östlichen Zhou, der das Land in den finanziellen Ruin geführt hat, stirbt an einer Krankheit. Ihm folgt sein Sohn Dao auf den Thron. Nach einer Regentschaft von weniger als einem Jahr wird er von seinem Bruder Prinz Chao getötet. Daos Bruder Jing wird König der östlichen Zhou-Dynastie in China. 

#### Perserreich
Der persische Großkönig Dareios I. gründet die Stadt Tacht-e Dschamschid (Persepolis), die Pasargadae als Residenz des Achämenidenreichs ablösen wird und als Glanzlicht der altpersischen Kultur und Politik gilt. 

#### Griechische Stadtstaaten
- um 520 v. Chr.: Kleomenes I. aus dem Haus der Agiaden besteigt den Thron von Sparta.
- 520/515 v. Chr.: Battos IV. wird als Nachfolger seines Vaters Arkesilaos III. König von Kyrene.

### Sport
- Bei den Olympischen Spielen wird der hoplitodromos, ein Waffenlauf über zwei Stadien, eingeführt.
- Milon von Kroton feiert seinen fünften Olympiasieg im Ringen.

## Geboren
- um 520 v. Chr.: Goujian, König des Staates Yue im heutigen Ostchina († 465 v. Chr.)
- um 520 v. Chr.: Heraklit von Ephesos, vorsokratischer griechischer Philosoph († um 460 v. Chr.)
- um 520 v. Chr.: Kratinos, griechischer Komödiendichter († 423 v. Chr.)
- um 520 v. Chr.: Xanthippos, Athener Feldherr und Politiker, Vater des Perikles († nach 479, möglicherweise um 470 v. Chr.)
- 520/515 v. Chr.: Parmenides, vorsokratischer griechischer Philosoph († 460/455 v. Chr.)

## Gestorben
- Jĭng, König der Östlichen Zhou-Dynastie in China
- Dao, König der Östlichen Zhou-Dynastie in China

- 520/515 v. Chr.: Arkesilaos III., König von Kyrene